# Заросляк великий
Заросляк великий (Atlapetes albinucha) — вид горобцеподібних птахів родини Passerellidae. Мешкає у Мексиці, Центральній Америці та Колумбії. Виділяють низку підвидів.

## Опис
Довжина птаха становить 17 см. Голова, верхня частина тіла, крила і хвіст чорні. На тім'ї білі смужки. Горло яскраво-жовте. Нижня частина тіла біла. Дзьоб чорний, лапи темно-коричневі. Забарвлення молодих птахів коричнювате, живіт смугастий. Виду не притаманний статевий диморфізм.

## Підвиди
Виділяють шість підвидів:
- A. a. albinucha (Lafresnaye & d'Orbigny, 1838) — східна, південно-східна Мексика;
- A. a. griseipectus Dwight & Griscom, 1921 — південна Мексика, західна Гватемала, західний Сальвадор;
- A. a. fuscipygius Dwight & Griscom, 1921 — Гондурас, північно-західний Сальвадор, північний захід Нікарагуа;
- A. a. parvirostris Dwight & Griscom, 1921 — Коста-Рика;
- A. a. brunnescens Chapman, 1915 — західна Панама;
- A. a. azuerensis Aldrich, 1937 — півострів Асуеро (Панама);
- A. a. gutturalis (Lafresnaye, 1843) — північна Колумбія.

Деякі дослідники, зокрема Петерсон, Чаліф, Сіблі і Монро виділяють південні популяції в окремий вид Atlapetes gutturalis. Однак Міжнародна спілка орнітологів не визнає цей вид.

## Поширення і екологія
Великі заросляки мешкають у вологих гірських тропічних і субтропічних лісах Мексики, Центральній Америки і Колумбії на висоті від 900 до 2700 м над рівнем моря.